# Allerheiligen (Basel)

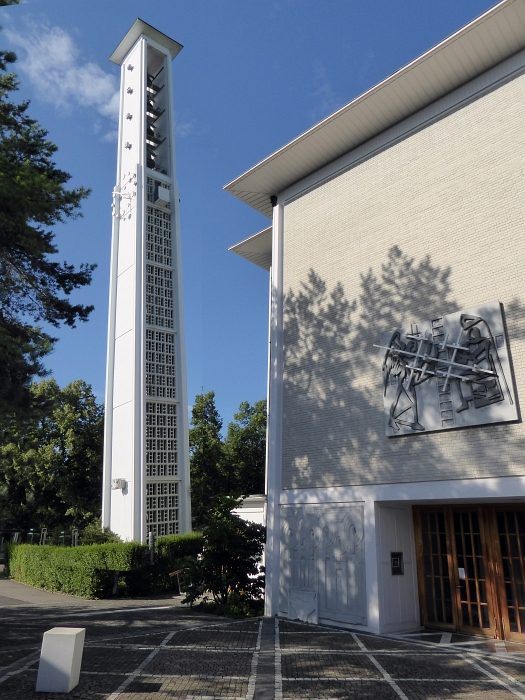
Kirche Allerheiligen in Basel

Die Kirche Allerheiligen ist eine römisch-katholische Kirche in der Schweizer Stadt Basel. Sie befindet sich im Neubad-Quartier im Stadtteil Bachletten und ist dem Allerheiligenfest geweiht.

## Geschichte
Die Kirche wurde ab 1947 vom Architekten Hermann Baur geplant, nachdem er einen ausgeschriebenen Wettbewerb für eine Pfarreikirche und ein Pfarrhaus im Neubad-Quartier gewonnen hatte. 1950 wurde der Grundstein für den Kirchenbau gelegt, die Kirchweihe war 1951.
Nach Mitteilung der Stadt Basel vom 5. März 1996 wurde das Gebäude nach Abstimmung mit dem Eigentümer und aufgrund eines städtischen Gesetzes vom Dezember 1994 in die Denkmalliste der Stadt aufgenommen.

## Beschreibung
Das Gotteshaus ist weitgehend mit Beton als gestaltendem Element einschiffig ausgeführt. Das Dach und gleichzeitig die Innendecke wird von sieben quer verlaufenden Gewölbeschalen gebildet, die von schlanken Betonsäulen im Innern getragen werden. Der Kirchenraum ist rechteckig und optisch nicht deutlich vom Chorraum, der etwa ein Drittel der Raumfläche einnimmt, abgegrenzt. Der Glockenturm ist ca. 70 Meter hoch.

### Innenraum
Im Innenraum fallen gemeisselte Elemente auf. Die Fensterkonstruktion Baurs mit vorgefertigten Bauelementen aus Beton im oberen Bereich des Kirchenschiffes, einem Lichtband zwischen waagerechtem Abschluss der Außenwand und den Bögen der querliegenden Gewölbeschalen ist blendfrei. Sie gilt als aussergewöhnlich und wurde in ähnlicher Form später von anderen Architekten aufgenommen. Der Altar aus Stein wurde von Albert Schilling mit Reliefverzierungen auf allen vier Seiten erschaffen, abgebildet sind unter anderem eine Abendmahlszene und ein siebenarmiger Leuchter. Das Tabernakel am Ende des Chorraumes wurde von Alexander Schaffner ausgeführt. Eine aus schwarzem und weissem Marmor bestehende Skulptur stammt ebenfalls von Schilling und war in ihrer Darstellung Mariens anfangs umstritten. Einige Glasfenster in leuchtenden Grundfarben wurden von dem französischen Maler Alfred Manessier geschaffen. Der Taufstein aus Marmor in der Taufkapelle wurde von Hans Arp geschaffen, das Deckenfresko von Ferdinand Gehr.

### Orgel
Auf der Empore über dem Eingangsbereich der Kirche befindet sich die Orgel, die 1977 von der Orgelfirma Armagni & Mingot aus Lausanne gebaut wurde. Sie verfügt über 31 Register auf drei Manualen und Pedal. Eine Revision wurde 2016 durch Orgelbau Roman Steiner aus Fehren vorgenommen. Ursprünglich war ein Neubau mit 36 Registern angedacht.

### Glocken
Die Glocken konnten erst lange nach der Eröffnung der Kirche mit Spenden durch den Kirchenbauverein verwirklicht werden, 1976 konnte das Allerheiligen-Geläut eingeweiht werden. Der damalige Pfarrer Anton Benz nahm hier seine letzte Amtshandlung vor.
Der in der Art eines Campanile freistehende Glockenturm beherbergt im oberen offenen Teil vier Glocken der Giesserei H. Rüetschi.
| Glocke | Name            | Gewicht | Schlagton | Inschrift                                                              |
| ------ | --------------- | ------- | --------- | ---------------------------------------------------------------------- |
| 1      | Maria           | 2100 kg | des′      | Gegrüsst seist du Maria, voll der Gnade, der Herr ist mit Dir.         |
| 2      | Bruder Klaus    | 1450 kg | es′       | Wir wissen, dass denen, die Gott lieben, alles zum Besten gereicht.    |
| 3      | Kaiser Heinrich | 0920 kg | ges′      | Auf Dich, Herr, vertraue ich, lass mich nimmermehr zu Schanden werden. |
| 4      | Schutzengel     | 0650 kg | as′       | Der Herr ist getreu, er wird euch stärken und bewahren vor dem Bösen.  |

## Weitere Nutzungen
Neben der katholischen Quartiergemeinde hält auch die slowakische, die philippinische und die polnische Gemeinde Gottesdienste in der Kirche ab.

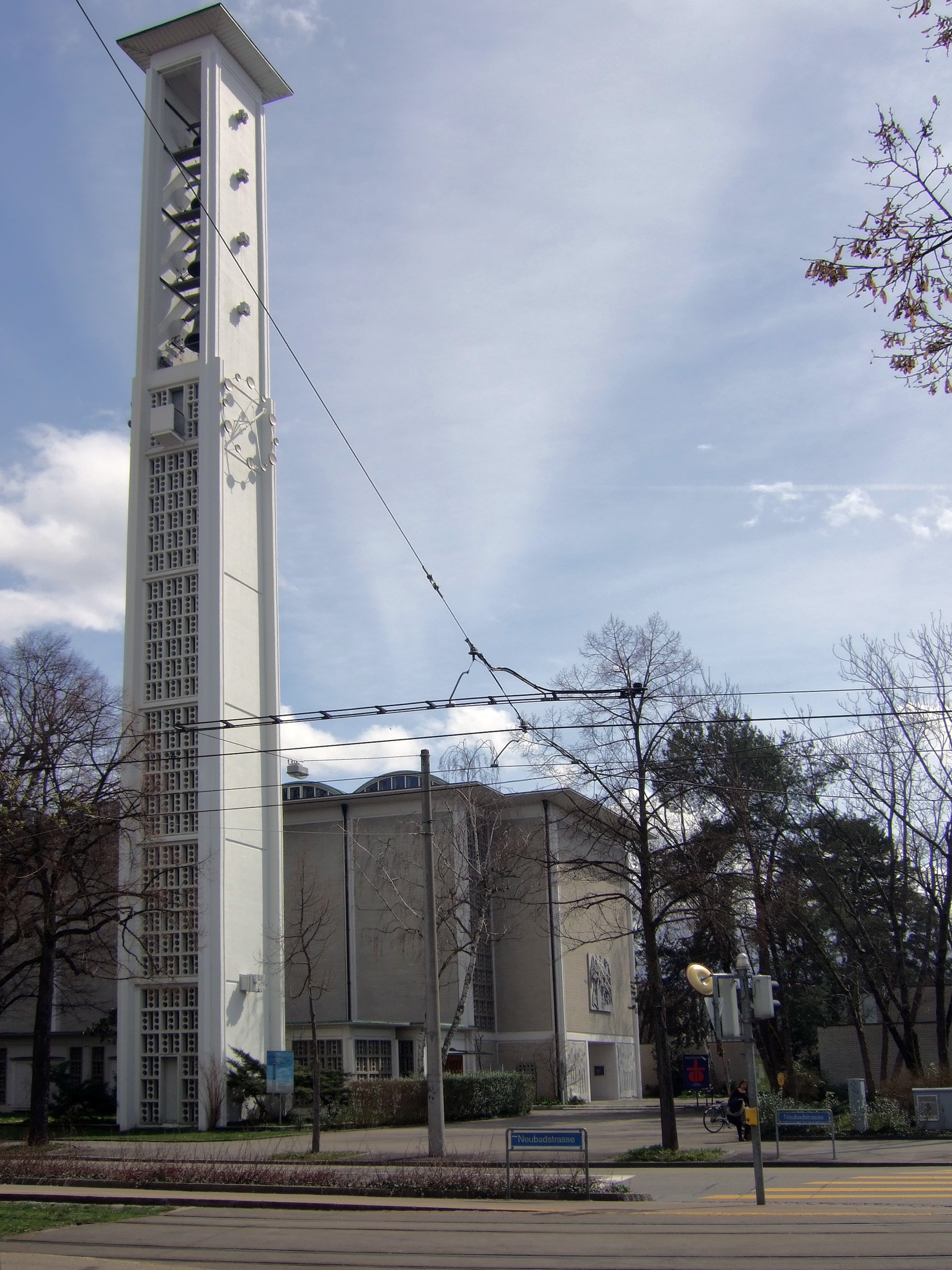
Allerheiligenkirche Basel
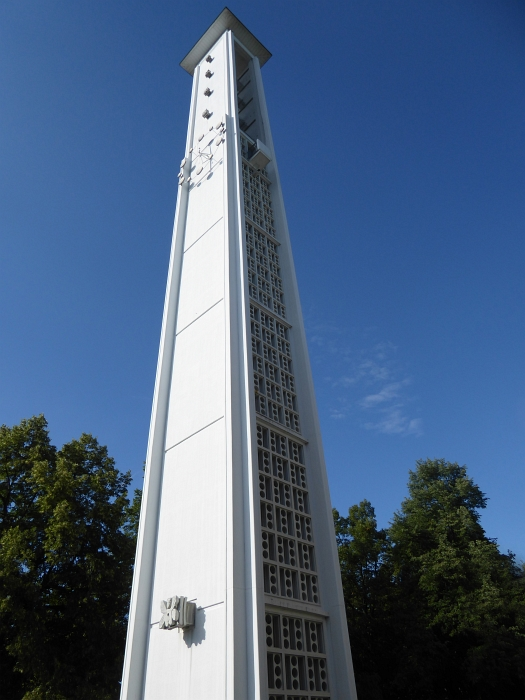
Kirchturm